# Теодот I Каситера
Теодот I Каситера (на средногръцки: Θεόδοτος Α΄ Κασσιτεράς) е константинополски патриарх от 1 април 815 г. до януари 821 г., привърженик на иконоборството.
Теодот е син на патриция Михаил Мелисин, който е бил стратег на Анатоликон при Константин V Копроним, и на неизвестна сестра на императрица Евдокия - третата съпруга на император Константин V Копроним. Преди да стане патриарх, Теодот заема различни длъжности в двореца - бил е спатарокандидат и командир на екскубиториите. Довереник на император Михаил I Рангаве, Теодот си спечелва и доверието на Лъв V Арменец, когото убеждава в праволинейността на иконоборството.
След низвергването на патриарх Никифор през 815 г. императорът нарежда Теодот да бъде подстриган в монашество и го назначава за патриарх. Новият патриарх няма канонично образование, а според думите на Георги Монах той бил съвършено необразован и „безгласна риба“. В същото време Теодот скандализира голяма част от консервативния клир с привързаността си към лукса и фриволните банкети. Той председателства Константинополския събор от 815 г., свикан по нареждане на Лъв V, който възобновил иконоборството. След края на събора Теодот е описван като мъчител на иконопочитателите, които измъчвал с глад, за да ги принуди да приемат църковната му политика на иконоборство.